# Tillandsia leucolepis
Tillandsia leucolepis es una especie de planta epífita dentro del género  Tillandsia, perteneciente a la  familia de las bromeliáceas. Es originaria de México donde se encuentra en Oaxaca.

## Cultivar
- Tillandsia 'Mayan Gold'

## Taxonomía
Tillandsia leucolepis fue descrita por Lyman Bradford Smith y publicado en Phytologia 8(9): 497, t. 1, f. 1–3. 1963.
Etimología
Tillandsia: nombre genérico que fue nombrado por Carlos Linneo en 1738 en honor al médico y botánico finlandés Dr. Elias Tillandz (originalmente Tillander) (1640-1693).
leucolepis: epíteto latíno.  